# Marína (ort i Grekland, Mellersta Makedonien)
Marína är en ort i Grekland.   Den ligger i prefekturen Nomós Imathías och regionen Mellersta Makedonien, i den norra delen av landet, 300 km norr om huvudstaden Aten. Marína ligger 132 meter över havet och antalet invånare är 1 091.
Terrängen runt Marína är varierad, och sluttar österut. Runt Marína är det ganska tätbefolkat, med 104 invånare per kvadratkilometer. Närmaste större samhälle är Náousa, 7,5 km söder om Marína. Omgivningarna runt Marína är en mosaik av jordbruksmark och naturlig växtlighet.